# UGCA 105
UGCA 105 – karłowata galaktyka nieregularna, położona w gwiazdozbiorze Żyrafy w odległości ok. 11,35 mln lat świetlnych od Ziemi. Ma słabo widoczną spiralną strukturę i z tego powodu bywa też klasyfikowana jako magellaniczna galaktyka spiralna – Sm lub SAB(s)m. Należy do Grupy galaktyk Maffei.
Galaktyka porusza się z prędkością 111 ±5 km/s względem Słońca (oddala się).